# Cheilotrichia aklavikensis
Cheilotrichia aklavikensis är en tvåvingeart som beskrevs av Alexander 1966. Cheilotrichia aklavikensis ingår i släktet Cheilotrichia och familjen småharkrankar. Inga underarter finns listade i Catalogue of Life.